# Janapolė
Janapolė (pol. Janopol) – miasteczko na Litwie, w okręgu telszańskim, w rejonie telszańskim, w gminie Wornie. W 2011 roku liczyło 341 mieszkańców.

## Historia
Dawniej miasteczko nosiło nazwę Vìržuvėnai i było własnością biskupów żmudzkich. Miejscowość była siedzibą biskupa Jana Dominika Łopacińskiego, który wzniósł tutaj drewniany pałac. Na cześć biskupa lokalna społeczność nazwała swoją miejscowość Janapolėm.